# Hjärtcancer
Hjärtcancer är en extremt ovanlig form av cancer, som utgår från hjärtat.
Hjärtcancer delas in i primära hjärttumörer och sekundära hjärttumörer. De flesta hjärttumörer är benigna myxom, fibrom, rhabdomyom och hamartom, även om vissa maligna tumörer – i synnerhet sarkom (som exempelvis hemangiosarkom eller hjärtsarkom) – har förekommit. I en studie på 12 487 obduktioner i Hongkong påträffades sju hjärttumörer varav de flesta var godartade. Cancer, å andra sidan, kan sprida sig till hjärtat från andra delar av kroppen. Hjärtat kan dessutom påverkas av metastaser av cancerceller från andra delar av kroppen.
Hjärtcancer kan definieras antingen efter vilken histologisk typ cancercellen är, eller efter vilken del av hjärtat som drabbats. Myxom står för 40 procent av fallen benigna hjärttumörer, medan ungefär 25 procent av upptäckta tumörer och cystor i hjärtat och hjärtsäcken är maligna. Vanligaste maligna hjärttumörerna är angiosarkom (33 procent), rhabdomyosarkom (20 procent), mesoteliom (15 procent) och fibrosarkom (10 procent). Ett fåtal fall är leiomyosarkom, osteosarkom och liposarkom. Mesoteliom drabbar hjärtsäcken. Bortsett från olika slags sarkom, kan hjärtat vara angripet av och primärkällan till  lymfom och teratom.
Det är 10–40 procent vanligare att hjärtat drabbas av metastaser från annan cancer, än att en malign tumör där är ursprungstumören vid cancern.